# Rohr im Gebirge
Rohr im Gebirge är en ort och kommun  i Österrike. Den ligger i distriktet Wiener Neustadt-Land i förbundslandet Niederösterreich, 60 kilometer sydväst om huvudstaden Wien. 